# Anke Huber
Anke Huber (Bruchsal, 4 de Dezembro de 1974) é uma ex-tenista profissional alemã.

## Grand Slam finais

### Simples: 1 (1 vice)
| Resultado | Ano  | Campeonato      | Piso | Oponente     | Placar   |
| --------- | ---- | --------------- | ---- | ------------ | -------- |
| Vice      | 1996 | Australian Open | Duro | Monica Seles | 6–4, 6–1 |

## WTA finals

### Simples: 1 (1 vice)
| Resultado | Ano  | Local     | Piso        | Oponente    | Placar                  |
| --------- | ---- | --------- | ----------- | ----------- | ----------------------- |
| Vice      | 1995 | Nova York | Carpete (I) | Steffi Graf | 6–1, 2–6, 6–1, 4–6, 6–3 |

## WTA Tour finais

### Simples: 23 (12–11)
| Legenda          |
| ---------------- |
| Grand Slam (0–1) |
| WTA Tour (0–1)   |
| Tier I (1–1)     |
| Tier II (4–6)    |
| Tier III (4–1)   |
| Tier IV (2–0)    |
| Tier V (1–1)     |

| Títulos por Piso |
| ---------------- |
| Duro (2–6)       |
| Grama (1–0)      |
| Saibro (4–1)     |
| Carpete (5–4)    |

| Resultado | N.  | Data              | Torneio                | Piso        | Oponente            | Placar                  |
| --------- | --- | ----------------- | ---------------------- | ----------- | ------------------- | ----------------------- |
| Campeã    | 1.  | 20 Agosto 1990    | Schenectady            | Duro        | Marianne Werdel     | 6–1, 5–7, 6–4           |
| Vice      | 1.  | 24 Setembro 1990  | Bayonne                | Hard (I)    | Nathalie Tauziat    | 3–6, 6–7(8)             |
| Campeã    | 2.  | 14 Outubro 1991   | Filderstadt            | Carpete (I) | Martina Navratilova | 2–6, 6–2, 7–6(4)        |
| Vice      | 2.  | 11 Janeiro 1993   | Sydney                 | Duro        | Jennifer Capriati   | 1–6, 4–6                |
| Campeã    | 3.  | 12 Julho 1993     | WTA de Kitzbühel       | Saibro      | Judith Wiesner      | 6–4, 6–1                |
| Vice      | 3.  | 18 Outubro 1993   | Brighton               | Carpete (I) | Jana Novotná        | 2–6, 4–6                |
| Campeã    | 4.  | 25 Julho 1994     | WTA Austrian Open      | Saibro      | Judith Wiesner      | 6–3, 6–3                |
| Campeã    | 5.  | 10 Outubro 1994   | Filderstadt            | Duro (I)    | Mary Pierce         | 6–4, 6–2                |
| Campeã    | 6.  | 7 Novembro 1994   | Philadelphia           | Carpete (I) | Mary Pierce         | 6–0, 6–7(4), 7–5        |
| Campeã    | 7.  | 25 Setembro 1995  | Leipzig                | Carpete (I) | Magdalena Maleeva   | w/o                     |
| Vice      | 4.  | 13 Novembro 1995  | WTA Tour Championships | Carpete (I) | Steffi Graf         | 1–6, 6–2, 1–6, 6–4, 3–6 |
| Vice      | 5.  | 15 Janeiro 1996   | Australian Open        | Duro        | Monica Seles        | 4–6, 1–6                |
| Campeã    | 8.  | 17 Junho 1996     | WTA de's-Hertogenbosch | Grama       | Helena Suková       | 6–4, 7–6(2)             |
| Vice      | 6.  | 12 Agosto 1996    | Los Angeles            | Duro        | Lindsay Davenport   | 2–6, 3–6                |
| Campeã    | 9.  | 30 Setembror 1996 | Leipzig                | Carpete (I) | Iva Majoli          | 5–7, 6–3, 6–1           |
| Vice      | 7.  | 7 Outubro 1996    | Filderstadt            | Duro (I)    | Martina Hingis      | 2–6, 6–3, 3–6           |
| Campeã    | 10. | 21 Outubro 1996   | Luxemburgo             | Carpete (I) | Karina Habšudová    | 6–3, 6–0                |
| Vice      | 8.  | 10 Fevereiro 1997 | Paris                  | Carpete (I) | Martina Hingis      | 3–6, 6–3, 3–6           |
| Vice      | 9.  | 11 Agosto 1997    | Toronto                | Duro        | Monica Seles        | 2–6, 4–6                |
| Campeã    | 11. | 10 Abril 2000     | Estoril                | Saibro      | Nathalie Dechy      | 6–2, 1–6, 7–5           |
| Campeã    | 12. | 17 Julho 2000     | Sopot                  | Saibro      | Gala León García    | 7–6(4), 6–3             |
| Vice      | 10. | 5 Fevereiro 2001  | Paris                  | Carpete (I) | Amélie Mauresmo     | 6–7(2), 1–6             |
| Vice      | 11. | 21 Maio 2001      | Strasbourg             | Saibro      | Silvia Farina Elia  | 5–7, 6–0, 4–6           |

### Duplas: 4 (1–3)
| Legenda          |
| ---------------- |
| Grand Slam (0–0) |
| WTA Tour (0–0)   |
| Tier I (0–1)     |
| Tier II (1–2)    |
| Tier III (0–0)   |
| Tier IV (0–0)    |
| Tier V (0–0)     |

| Títulos por Piso |
| ---------------- |
| Duro (0–2)       |
| Grama (0–0)      |
| Saibro (1–0)     |
| Carpete (0–1)    |

| Resultado | N. | Data            | Torneio  | Piso        | Parceira             | Oponentes                       | Placar           |
| --------- | -- | --------------- | -------- | ----------- | -------------------- | ------------------------------- | ---------------- |
| Vice      | 1. | 18 Outubro 1993 | Brighton | Carpete (I) | Larisa Neiland       | Laura Golarsa Natalia Medvedeva | 3–6, 6–1, 4–6    |
| Campeã    | 1. | 28 Abril 1997   | Hamburgo | Saibro      | Mary Pierce          | Ruxandra Dragomir Iva Majoli    | 2–6, 7–6(1), 6–2 |
| Vice      | 2. | 11 Janeiro 1999 | Sydney   | Duro        | Mary Joe Fernández   | Elena Likhovtseva Ai Sugiyama   | 3–6, 6–2, 0–6    |
| Vice      | 3. | 18 Outubro 1999 | Moscou   | Carpete (I) | Julie Halard-Decugis | Lisa Raymond Rennae Stubbs      | 1–6, 0–6         |

## Confronto vs Tenistas Top 10
Tenistas que foram N. 1 estão em destaque.
- Martina Hingis 1-12
- Lindsay Davenport 2-10
- Dominique Monami 2-1
- Arantxa Sánchez Vicario 2-12
- Venus Williams 1-3
- Steffi Graf 0-10
- Kim Clijsters 1-2
- Justine Henin 0-3
- Amélie Mauresmo 2-3
- Nadia Petrova 1-0
- Monica Seles 0-9
- Martina Navratilova 2-1
- Conchita Martínez 6-2
- Jennifer Capriati 1-7
- Amanda Coetzer 4-3
- Anna Kournikova 3-3
- Mary Joe Fernández 3-4
- Kimiko Date 1-2
- Nathalie Tauziat 4-8
- Jana Novotná 4-8
- Irina Spirlea 7-1
- Gabriela Sabatini 3-4
- Mary Pierce 5-6
- Helena Suková 2-0
- Manuela Maleeva 2-0